# Zübük
Zübük là một bộ phim hài Thổ Nhĩ Kỳ công chiếu năm 1980 của đạo diễn Kartal Tibet. Các nhân vật trong bộ phim được sáng tạo bởi nhà văn châm biếm Aziz Nesin.

## Diễn viên
- Kemal Sunal - İprahim Zübükzade / Zeybekzade Kara Yusuf Efe
- Nevra Serezli - Yektane
- Kadir Savun - Yektane'nin Babası Muhalif Kadir Efendi
- Osman Alyanak - Motelci Satılmış
- Ali Şen - Sabri Ağa
- Bülent Kayabaş - İri Nuri
- Metin Serezli - Gazeteci Yaşar